# 山田済斎
山田 済斎（やまだ せいさい、慶応3年11月23日（1867年12月18日） - 昭和27年（1952年）11月21日）は、日本の漢学者・陽明学者・教育者。二松学舎専門学校の初代校長。二松学舎名誉学長、大東文化学院名誉教授。幼名は鎨三郎、本名は準、字は士表、済斎は号で正しくは濟齋である。

## 略歴
- 1867年（慶応3年：0歳） - 11月23日、備中松山藩甲賀町（現・岡山県高梁市）に木村豊の三男として生れる。
- 1869年（明治2年：2歳） - 父の木村豊が没する。享年54。
- 1873年（明治6年：6歳） - 4月、高梁小学校に入学。
- 1880年（明治13年：13歳） - 4月、高梁小学校を卒業。漢学塾の有終館に入学。
- 1883年（明治16年：16歳） - 上京し、漢学塾の二松学舎に入学。
- 1884年（明治17年：17歳） - 3月、山田方谷の嗣子・耕造（知足斎）の長女である春野と結婚。山田家を相続。8月、東京帝国大学文科大学古典講習科漢書課に合格。
- 1888年（明治21年：21歳） - 7月、古典講習科を卒業。12月、二松学舎本科高等部全課を卒業。師匠の三島中洲から済斎の号を授かる。
- 1893年（明治26年：26歳） - 城北中学の講師になる。
- 1896年（明治29年：29歳） - 4月、陸軍参謀本部編集補となる。
- 1899年（明治32年：32歳） - 10月、熊本の第五高等学校の教授（漢文科主任）となる。
- 1901年（明治34年：34歳） - 鹿児島の第七高等学校造士館の教授になる。
- 1917年（大正6年：50歳） - 2月、勲五等瑞宝章を受ける。二松学舎の舎長に就任した渋沢栄一は、運営組織である二松義会で山田と顔を合わせるようになり、山田の存在を認識することになる[1]。
- 1919年（大正8年：52歳） - 1月、正五位に叙せられる。
- 1922年（大正11年：55歳） - 12月、二松学舎名誉教授となる。
- 1924年（大正13年：57歳） - 7月、従四位に叙せられる。
- 1926年（大正15年：59歳） - 正四位勲四等に叙せられる。
- 1927年（昭和2年：60歳） - 1月、二松学舎の学長に招聘される。
- 1928年（昭和3年：61歳） - 4月、二松学舎専門学校の校長となる。大東文化学院の教授を兼任する。
- 1939年（昭和14年：72歳） - 9月、東洋大学の講師を兼任する。
- 1940年（昭和15年：73歳） - 11月、勲三等瑞宝章を受ける。
- 1943年（昭和18年：76歳） - 3月、全ての職を退き、二松学舎名誉学長、二松学舎専門学校名誉校長、大東文化学院名誉教授となる。
- 1951年（昭和26年：84歳） - 『山田方谷全集』を刊行。
- 1952年（昭和27年：85歳） - 11月21日没する。先瑩の方谷園（高梁市中井町西方）に葬られる[2]

## 主な著書

### 著書
- 十八史略読本、山田済斎（準）注、益友社、1893年（明治26年）
- （山田）方谷先生年譜、山田準（編著）、山田準（私家版）、1890年（明治23年）
  - （山田）方谷先生年譜、1943年（昭和18年）
- （教科適用）標註小学内篇、山田準（註）、誠之堂書店、1897年（明治30年）
- 山田方谷先生門下姓名録 附遺教、1926年（大正15年）
- 陽明学精義、鹿児島王学会、1926年（大正15年）
  - 陽明学精義、三友社書店、1932年（昭和7年）
  - 陽明学精義、静思書院、1940年（昭和15年）
  - 陽明学精義、金鈴社、1942年（昭和17年）
- 評註十八史略、池田慮洲（校）、松雲堂書店、1930年（昭和5年）
- 漢詩吟詠 養気集、静思書院、1931年（昭和6年）
  - 漢詩吟詠 養気集、二松学舎大学出版部、1983年（昭和58年）
- 陽明概論、岩波書店〈東洋思潮〉、1933年（昭和8年）
- 陽明学概論、共立社〈漢文学講座第六巻〉、1933年（昭和8年）
- 現代指導 陽明学講話、章華社、1934年（昭和9年）
- 山田方谷と国体思想、東洋書院〈日本精神研究大三輯〉、1934年（昭和9年）
- 伝習録、大東出版社〈漢籍を語る叢書九〉、1935年（昭和10年）
  - 伝習録、大東出版社、1939年（昭和14年）
  - 伝習録講話、明徳出版社、2001年（平成13年）、ISBN 4-89619-157-9
- 日本名詩選、章華社、1935年（昭和10年）
- 修養清話 言志録と陽明学、主張社、1936年（昭和11年）
  - 言志録講話 : 付・王陽明物語、明徳出版社、1998年（平成10年）、ISBN 4-89619-147-1
- 陽明学と抜本塞源論、日本文化協会、1936年（昭和11年）
- 伝習録講本 全、二松学舎出版部、1937年（昭和12年）
- 精講 日本名詩選、章華社、1937年（昭和12年）
- 王陽明、章華社〈支那聖賢講話全書．第9巻〉、1937年（昭和12年）
  - 王陽明、二松学舎大学陽明学研究所、1980年（昭和55年）
- 大塩中斎・佐藤一斎、北海出版社〈日本教育家文庫．第34巻〉、1937年（昭和12年）
  - 大塩中斎・佐藤一斎、啓文社、1939年（昭和14年）
- 論語教本、1939年（昭和14年）
- 済斎詩鈔（乾，坤2冊）、山田琢校、山田琢（私家版）、1940年（昭和15年）
- 王陽明伝習録講本、松雲堂書店、1940年（昭和15年）
- 陸象山・王陽明、岩波書店、1943年（昭和18年）
- 日本名詩選精講、金鈴社、1943年（昭和18年）
- 南洲百話、金鈴社、1944年（昭和19年）
  - 南洲百話、明徳出版社、1997年（平成9年）、ISBN 4-89619-139-0
- 済斎文存、1948年（昭和23年）
- 済斎帰休詩鈔、山田琅等編、私家版、1962年（昭和37年）
- 陽明学講話、二松学舎大学出版部、1980年（昭和55年）

### 編著
- 方谷先生頌寿集、山田準（編）、二松学舎出版部、1928年（昭和3年）
- 知足斎詩鈔、山田明遠（著）、山田準（輯）、山田準（私家版）、1930年（昭和5年）
- 方谷印譜、山田準（編著）、1933年（昭和8年）
- 中洲三島先生年譜、門下山田準（輯）、1937年（昭和12年）
- 西郷南洲遺訓 付 手抄言志録及遺文、岩波書店〈岩波文庫〉、1939年（昭和14年）、ISBN 4-00-331011-X
  - 西郷南洲遺訓 付 手抄言志録及遺文、岩波書店〈ワイド版岩波文庫〉、2006年（平成18年）、ISBN 4-00-007265-X
- 洗心洞箚記、大塩中斎（著）、山田準（訳註）、岩波書店〈岩波文庫〉、1940年（昭和15年）
- 山田方谷全集（3巻3冊）、山田方谷全集刊行会、1951年（昭和26年）
  - 山田方谷全集（3巻3冊）、明徳出版社、1996年（平成8年）、ISBN 4-89619-129-3
- 傳習録講本、王陽明（著）、松雲堂書店、1983年（昭和58年）

### 共著
- 方谷遺藁（上・中・下 3冊）、三島毅（編）、山田準（校）、山田準（私家版）、1890年（明治23年）
- （教科適用）標註論語、深井鑑一郎・山田準、誠之堂書店
- （教科適用）標註大学 中庸、深井鑑一郎・山田準、誠之堂書店
- （教科適用）標註四書、深井鑑一郎・山田準、誠之堂書店、1897年（明治30年）
- 標註四書、深井鑑一郎・山田準、藍外社
- （教科適用）標註孟子、深井鑑一郎・山田準、誠之堂書店
- （教科適用）標註小学、晦菴（編）・山田準（註）、誠之堂書店、1897年（明治30年）
- 玉川唱和集、山田準（他編）、山田準（私家版）、1927年（昭和2年）
- 言志四録、佐藤一斎（著）、山田準・五弓安二郎（訳註）、岩波書店〈岩波文庫〉、1935年（昭和10年）、復刊1987・1999年ほか。ISBN 4-00-330311-3
- 孫子、山田準・阿多俊介（訳註）、岩波書店〈岩波文庫〉、1935年（昭和10年）
  - 孫子、山田準・阿多俊介（訳註）、一穂社〈名著/古典籍文庫 旧文庫復刻版〉、2005年（平成17年）、ISBN 4-86181-106-6
- 伝習録、王守仁（著）、山田準・鈴木直治（訳註）、岩波書店〈岩波文庫〉、1936年（昭和11年）、ISBN 4-00-332121-9
- 評釈千字文、山田準・安本健吉（注解）、岩波書店〈岩波文庫〉、1937年（昭和12年）、復刊1977・1989年

## エピソード
済斎と夏目漱石は同年の1867年生まれで、ともに二松学舎で三島中洲に学んだ。第五高等学校で済斎は漢文科主任、漱石は英語科主任となった。